# Gurdwara Patalpuri Sahib

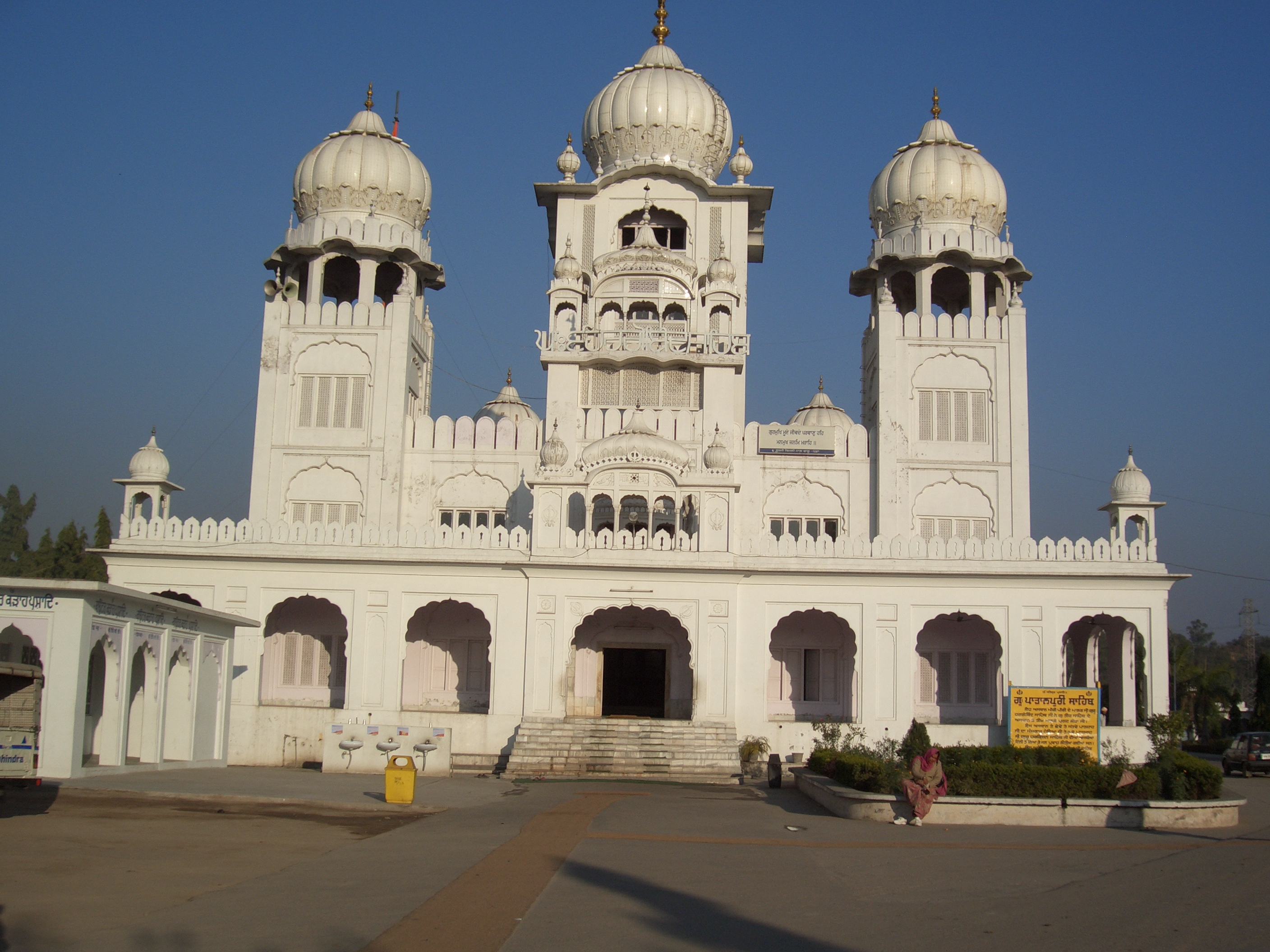
Le gurdwara Patalpuri de Kiratpur, Pundjab.

Le Gurdwara Patalpuri Sahib est un temple important dans le sikhisme. Il se situe dans la ville de Kiratpur dans le district de Ropar, au Pendjab, en Inde. Cette cité a reçu les cendres de trois gurus du sikhisme. Ainsi ce temple marque l'endroit où Guru Hargobind est décédé et où ses cendres ont rejoint la rivière Sutlej. Guru Har Rai a été aussi incinéré à cet endroit et les restes de Guru Har Krishan ont également été placés dans le fleuve aux abords de ce temple. Depuis de nombreux sikhs d'Inde et du monde entier envoient leurs cendres au gurdwara Patalpuri Sahib pour leur dernière immersion.